# Coelioxys domestica
Coelioxys domestica är en biart som beskrevs av Holmberg 1916. Coelioxys domestica ingår i släktet kägelbin, och familjen buksamlarbin. Inga underarter finns listade i Catalogue of Life.